# Looped square

Looped square

Looped square (⌘) je symbol, znak, ikona nebo runa ve tvaru čtverce s kruhovými smyčkami v rozích.

## Použití

### Runa zaniklých kultur
Runa ⌘ se objevuje ve Skandinávii, Mississippské kultuře aj.

### Heraldický symbol (Bowenův uzel)
Heraldický symbol ⌘ (Bowenův uzel) je spojován se jménem James Bowen (Velšan, který zemřel v roce 1629).

### Symbol zajímavého (turistického) místa
První požití symbolu ⌘ pro zajímavá (turistická) místa bylo v 50. letech 20. století ve Finsku, odkud se rozšířilo do Skandinávie a dalších zemí.

### Symbol na počítačové klávesnici Apple
Jeden z tzv. "Command Key" na klávesnici Apple.

### Turistická značka
Používaná např. spolkem Pestré vrstvy v České republice, a také jinde ve světě.

### Další použití
Symbol ⌘ používají také různé organizace ve Skandinávii aj.

## Galerie

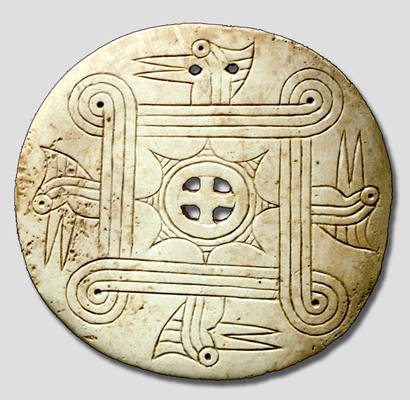
Runa, Mississippská kultura
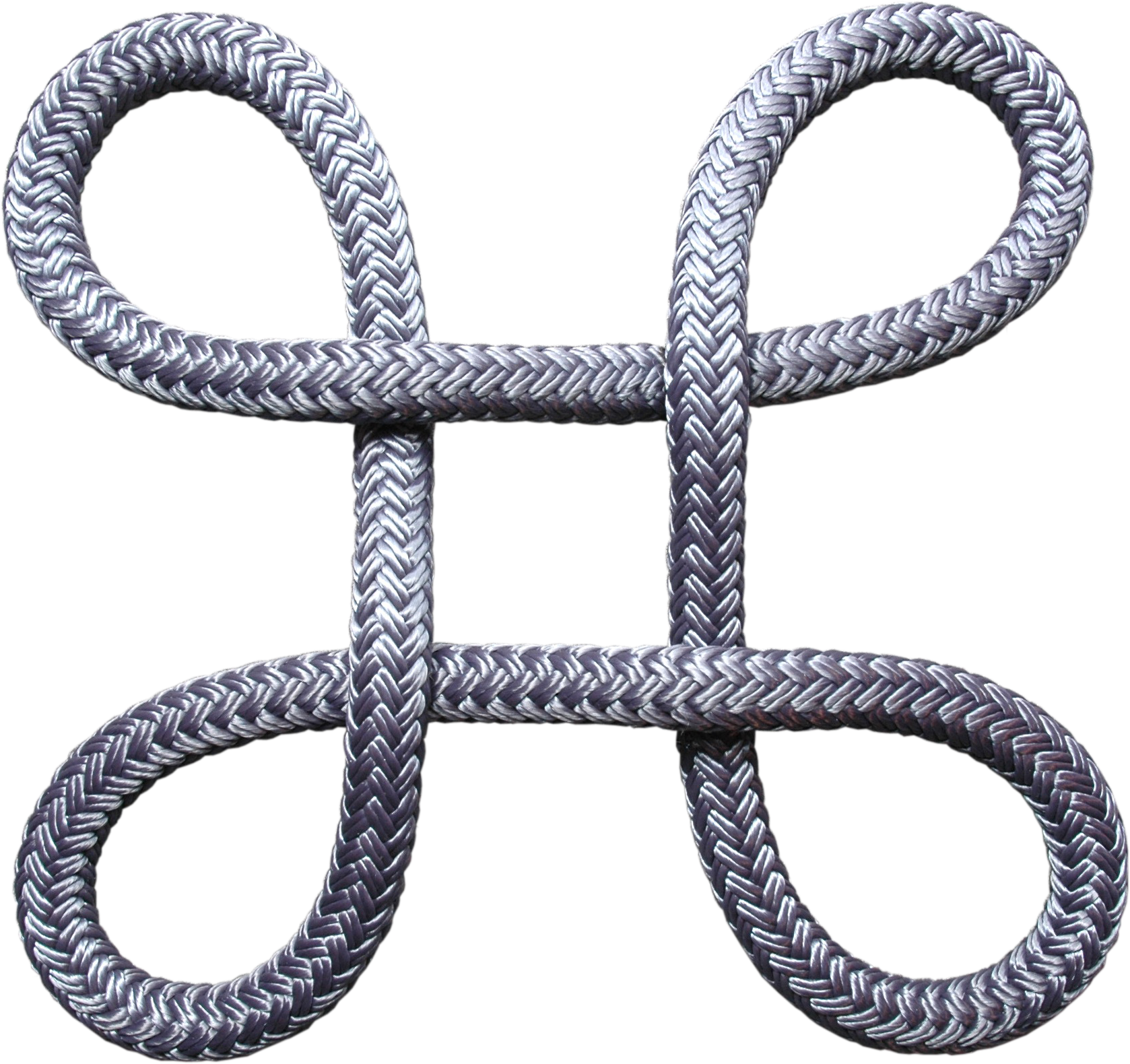
Bowenův uzel
Silniční značka ve Švédsku
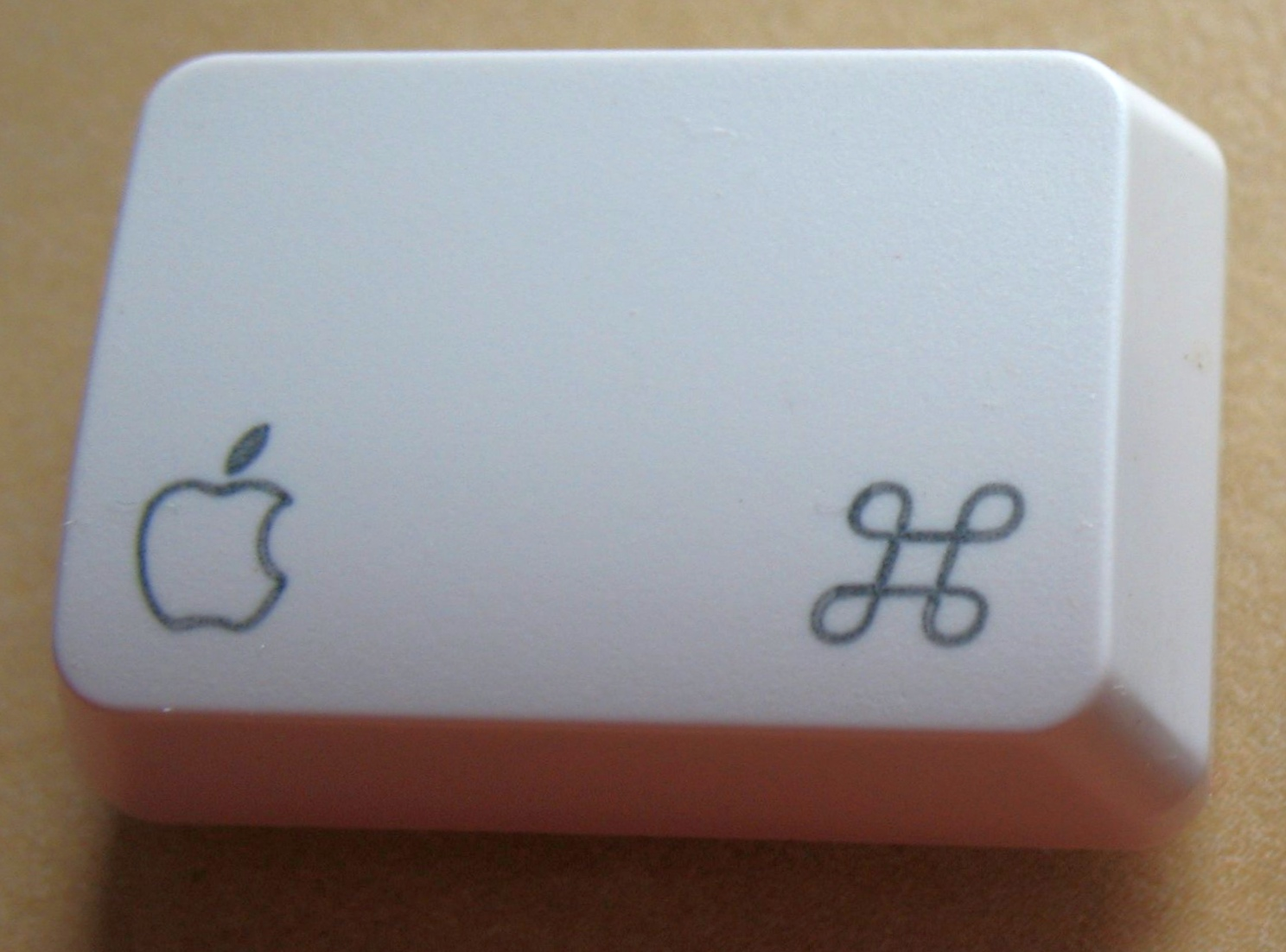
Tlačítko z klávesnice Apple (Command Key)
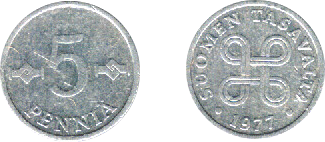
5 pennia, Finsko